# Herrjemineh
Herrjemineh, op. 464, är en polka-française av Johann Strauss den yngre. Den spelades första gången den 26 december 1895 i Gyllene salen i Musikverein i Wien.

## Historia
Strauss operett Waldmeister hade premiär på Theater an der Wien den 4 december 1895. En av huvudkaraktärerna var botanikprofessorn Erasmus Müller vars ständiga fras var "Herrjemineh!" ('Herre gud!'). När Strauss komponerade sin polka använde han frasen som titel. Musiken var hämtad från sången med samma namn (Nr 4) "Herrjemineh, herrjemineh, was tut man nicht alles aus Liebe". Johanns broder Eduard Strauss framförde polkan första gången den 26 december 1895 i Musikverein. I konsertprogrammet annonserades dock verket "Herrjemine [sic!], Fransk polka efter kupletten i operetten 'Waldmeister'".

## Om polkan
Speltiden är ca 3 minuter och 34 sekunder plus minus några sekunder beroende på dirigentens musikaliska tolkning.
Polkan var ett av sex verk där Strauss återanvände musik från operetten Waldmeister:
- Trau, schau, wem!, Vals, Opus 463
- Herrjemineh, Polka-française, Opus 464
- Liebe und Ehe, Polkamazurka, Opus 465
- Klipp-Klapp-Galopp, Schnellpolka, Opus 466
- Es war so wunderschön, Marsch, Opus 467
- Waldmeister-Quadrille, Kadrilj, Opus 468

## Weblänkar
- Herrjemineh i Naxos-utgåvan.